# Sportverein 1916 Sandhausen 2012-2013
Questa voce raccoglie le informazioni riguardanti lo Sportverein 1916 Sandhausen nelle competizioni ufficiali della stagione 2012-2013.

## Stagione
Nella stagione 2012-2013 il Sandhausen, allenato da Gerd Dais e Hans-Jürgen Boysen, concluse il campionato di 2. Bundesliga al 17º posto. In Coppa di Germania il Sandhausen fu eliminato al secondo turno dallo Schalke 04.

## Rosa
| N. |                     | Ruolo | Calciatore        |
| -- | ------------------- | ----- | ----------------- |
| 1  | Germania (bandiera) | P     | Michael Hiegl     |
| 2  | Germania (bandiera) | D     | Marcel Busch      |
| 4  | Germania (bandiera) | D     | Kristjan Glibo    |
| 5  | Germania (bandiera) | D     | Daniel Schulz     |
| 6  | Germania (bandiera) | D     | Sören Halfar      |
| 7  | Polonia (bandiera)  | C     | David Blacha      |
| 8  | Germania (bandiera) | A     | Nicky Adler       |
| 9  | Germania (bandiera) | A     | Frank Löning      |
| 10 | Francia (bandiera)  | A     | David Ulm         |
| 11 | Germania (bandiera) | D     | Julian Schauerte  |
| 13 | Germania (bandiera) | C     | Tim Danneberg     |
| 14 | Germania (bandiera) | C     | Jan Fießer        |
| 15 | Germania (bandiera) | D     | Marco Pischorn    |
| 16 | Germania (bandiera) | C     | Nico Klotz        |
| 17 | Germania (bandiera) | A     | Alexander Riemann |

| N. |                          | Ruolo | Calciatore       |
| -- | ------------------------ | ----- | ---------------- |
| 18 | Francia (bandiera)       | A     | Régis Dorn       |
| 19 | Austria (bandiera)       | P     | Michael Langer   |
| 20 | Germania (bandiera)      | D     | Fabio Morena     |
| 21 | Germania (bandiera)      | C     | Marcel Kandziora |
| 22 | Germania (bandiera)      | D     | Ole Kittner      |
| 23 | Stati Uniti (bandiera)   | A     | Andrew Wooten    |
| 24 | Germania (bandiera)      | C     | Simon Tüting     |
| 26 | Germania (bandiera)      | D     | Kim Falkenberg   |
| 27 | Nigeria (bandiera)       | D     | Seyi Olajengbesi |
| 28 | Germania (bandiera)      | P     | Philipp Kühn     |
| 30 | Germania (bandiera)      | P     | Daniel Ischdonat |
| 31 | Finlandia (bandiera)     | A     | Juho Mäkelä      |
| 32 | Germania (bandiera)      | D     | Timo Achenbach   |
| 33 | Corea del Sud (bandiera) | C     | Yun Ju-tae       |
| 34 | Austria (bandiera)       | C     | Daniel Beichler  |

## Organigramma societario
Area tecnica
- Allenatore: Hans-Jürgen Boysen
- Allenatore in seconda: Thorsten Damm, Gerhard Kleppinger
- Preparatore dei portieri: Bernd Jayme
- Preparatori atletici:
- Analisi video:

## Calciomercato

### Sessione estiva
| Acquisti | Acquisti          | Acquisti             | Acquisti |
| R.       | Nome              | da                   | Modalità |
| -------- | ----------------- | -------------------- | -------- |
| A        | Kingsley Onuegbu  | Greuther Fürth       |          |
| A        | Andrew Wooten     | Kaiserslautern       |          |
| D        | Timo Achenbach    | Alemannia Aquisgrana |          |
| A        | Nicky Adler       | Wacker Burghausen    |          |
| D        | Kim Falkenberg    | Alemannia Aquisgrana |          |
| P        | Michael Langer    | FSV Francoforte      |          |
| D        | Fabio Morena      | St. Pauli            |          |
| A        | Alexander Riemann | Stoccarda            |          |
| C        | Simon Tüting      | Chemnitz             |          |

| Cessioni | Cessioni          | Cessioni          | Cessioni |
| R.       | Nome              | a                 | Modalità |
| -------- | ----------------- | ----------------- | -------- |
| C        | Danny Blum        | Karlsruhe         |          |
| A        | Adriano Grimaldi  | Osnabrück         |          |
| A        | Aykut Öztürk      | Rot-Weiß Erfurt   |          |
| C        | Dominik Rohracker | Unterhaching      |          |
| D        | Michael Schick    | Wacker Burghausen |          |
| D        | Jan-André Sievers | Fortuna Colonia   |          |

### Sessione invernale
| Acquisti | Acquisti         | Acquisti             | Acquisti |
| R.       | Nome             | da                   | Modalità |
| -------- | ---------------- | -------------------- | -------- |
| C        | Daniel Beichler  | Hertha Berlino       |          |
| A        | Juho Mäkelä      | HJK                  |          |
| D        | Seyi Olajengbesi | Alemannia Aquisgrana |          |
| C        | Yun Ju-tae       | FSV Francoforte      |          |

| Cessioni | Cessioni         | Cessioni       | Cessioni |
| R.       | Nome             | a              | Modalità |
| -------- | ---------------- | -------------- | -------- |
| A        | Kingsley Onuegbu | Greuther Fürth |          |

## Risultati

### 2. Bundesliga

#### Girone di andata
| Arbitro: | Dietz |

|            |           |             |
| Tüting 45’ | Marcatori | 40’ Verhoek |

| Arbitro: | Wingenbach |

|                   |           |          |
| Bröker 63’ (rig.) | Marcatori | 89’ Dorn |

| Arbitro: | Steinhaus-Webb |

|                       |           |  |
| Löning 42’ Fießer 70’ | Marcatori |  |

| Arbitro: | Brych |

|                        |           |              |
| Bartels 71’ Ebbers 76’ | Marcatori | 83’ Pischorn |

| Arbitro: | Cortus |

|            |           |             |
| Löning 31’ | Marcatori | 55’ Losilla |

| Arbitro: | Unger |

|                            |           |  |
| Kempe 49’, 82’ Hofmann 74’ | Marcatori |  |

| Arbitro: | Kampka |

|              |           |                          |
| Pischorn 36’ | Marcatori | 45’ Müller 90’ Wießmeier |

| Arbitro: | Welz |

|                                                   |           |  |
| Halfar 10’ Stoppelkamp 20’ Bierofka 24’ Lauth 46’ | Marcatori |  |

| Arbitro: | Brand |

|             |           |  |
| Onuegbu 19’ | Marcatori |  |

| Arbitro: | Steuer |

|                                   |           |             |
| Idrissou 4’ Bunjaku 24’ Hajri 90’ | Marcatori | 9’ Pischorn |

| Arbitro: | Leicher |

|  |           |                 |
|  | Marcatori | 33’, 60’ Brandy |

| Arbitro: | Dankert |

|                  |           |            |
| Kumbela 45’, 50’ | Marcatori | 62’ Löning |

| Arbitro: | Dietz |

|            |           |                                                                          |
| Wooten 75’ | Marcatori | 28’ Ramos 34’ Niemeyer 68’ (rig.) Ronny 81’ Allagui 89’ Ndjeng 90’ Sahar |

| Arbitro: | Brand |

|                                                 |           |                |
| Dedič 19’, 44’ Maltritz 40’ Rzatkowski 51’, 71’ | Marcatori | 5’, 23’ Löning |

| Arbitro: | Fischer |

|            |           |           |
| Eigler 19’ | Marcatori | 82’ Klotz |

| Arbitro: | Dingert |

|                                   |           |            |
| Wooten 59’ (rig.), 66’ Löning 90’ | Marcatori | 34’ Möhrle |

| Arbitro: | Cortus |

|                                  |           |                       |
| Hochscheidt 9’ Paulus 80’ (rig.) | Marcatori | 39’ Löning 62’ Fießer |

#### Girone di ritorno
| Arbitro: | Kempter |

|                                 |           |         |
| Verhoek 2’ Yun 13’ Kapllani 83’ | Marcatori | 64’ Ulm |

| Sandhausen 14 dicembre 2012, ore 18:00 CET 19ª giornata | Sandhausen | 0 – 0 referto | Colonia | Hardtwaldstadion (6 200 spett.)\| Arbitro: \| Leicher \| |
| Arbitro:                                                | Leicher    |               |         |                                                          |

| Arbitro: | Bandurski |

|                                             |           |               |
| Parensen 6’ Mattuschka 32’ (rig.) Özbek 68’ | Marcatori | 90’ Schauerte |

| Arbitro: | Brand |

|                                          |           |                   |
| Löning 3’, 39’ Ulm 29’ (rig.) Mäkelä 49’ | Marcatori | 74’ (rig.) Kringe |

| Arbitro: | Gagelmann |

|                              |           |            |
| Kitambala 6’ Müller 70’, 74’ | Marcatori | 56’ Wooten |

| Arbitro: | Osmers |

|           |           |                                      |
| Löning 4’ | Marcatori | 55’ Brückner 65’ Vrančić 89’ Hofmann |

| Arbitro: | Drees |

|               |           |                                        |
| Carlinhos 42’ | Marcatori | 30’ Olajengbesi 45’ Löning 90’ Riemann |

| Arbitro: | Steuer |

|  |           |             |
|  | Marcatori | 54’ Tomasov |

| Arbitro: | Schriever |

|                        |           |                       |
| Lechleiter 31’ Abe 90’ | Marcatori | 70’ Wooten 82’ Mäkelä |

| Arbitro: | Dankert |

|                   |           |              |
| Sippel 67’ (aut.) | Marcatori | 18’ Idrissou |

| Arbitro: | Dietz |

|                              |           |            |
| Perthel 31’ Bajić 65’ (rig.) | Marcatori | 34’ Fießer |

| Arbitro: | Bandurski |

|            |           |                             |
| Mäkelä 52’ | Marcatori | 4’, 39’ Kumbela 86’ Kruppke |

| Arbitro: | Leicher |

|             |           |  |
| Lasogga 85’ | Marcatori |  |

| Arbitro: | Christ |

|  |           |              |
|  | Marcatori | 41’ Maltritz |

| Arbitro: | Steuer |

|                          |           |            |
| Adler 7’ Wooten 58’, 83’ | Marcatori | 26’ Eigler |

| Arbitro: | Brand |

|                                  |           |  |
| Bickel 24’ Sanogo 41’ Adlung 77’ | Marcatori |  |

| Arbitro: | Sippel |

|  |           |                 |
|  | Marcatori | 79’ Hochscheidt |

### Coppa di Germania
| Arbitro: | Kinhöfer |

|                                 |           |  |
| Löning 3’ Schulz 10’ Fießer 90’ | Marcatori |  |

| Arbitro: | Weiner |

|                                      |           |  |
| Afellay 11’ Marica 63’ Huntelaar 79’ | Marcatori |  |

## Statistiche

### Statistiche di squadra
| Competizione      | Punti | In casa | In casa | In casa | In casa | In casa | In casa | In trasferta | In trasferta | In trasferta | In trasferta | In trasferta | In trasferta | Totale | Totale | Totale | Totale | Totale | Totale | DR  |
| Competizione      | Punti | G       | V       | N       | P       | Gf      | Gs      | G            | V            | N            | P            | Gf           | Gs           | G      | V      | N      | P      | Gf     | Gs     | DR  |
| ----------------- | ----- | ------- | ------- | ------- | ------- | ------- | ------- | ------------ | ------------ | ------------ | ------------ | ------------ | ------------ | ------ | ------ | ------ | ------ | ------ | ------ | --- |
| 2. Bundesliga     | 26    | 17      | 5       | 4       | 8       | 20      | 25      | 17           | 1            | 4            | 12           | 18           | 41           | 34     | 6      | 8      | 20     | 38     | 66     | -28 |
| Coppa di Germania | -     | 1       | 1       | 0       | 0       | 3       | 0       | 1            | 0            | 0            | 1            | 0            | 3            | 2      | 1      | 0      | 1      | 3      | 3      | 0   |
| Totale            | 26    | 18      | 6       | 4       | 8       | 23      | 25      | 18           | 1            | 4            | 13           | 18           | 44           | 36     | 7      | 8      | 21     | 41     | 69     | -28 |

### Andamento in campionato
| Giornata  | 1  | 2  | 3 | 4 | 5  | 6  | 7  | 8  | 9  | 10 | 11 | 12 | 13 | 14 | 15 | 16 | 17 | 18 | 19 | 20 | 21 | 22 | 23 | 24 | 25 | 26 | 27 | 28 | 29 | 30 | 31 | 32 | 33 | 34 |
| --------- | -- | -- | - | - | -- | -- | -- | -- | -- | -- | -- | -- | -- | -- | -- | -- | -- | -- | -- | -- | -- | -- | -- | -- | -- | -- | -- | -- | -- | -- | -- | -- | -- | -- |
| Luogo     | C  | T  | C | T | C  | T  | C  | T  | C  | T  | C  | T  | C  | T  | T  | C  | T  | T  | C  | T  | C  | T  | C  | T  | C  | T  | C  | T  | C  | T  | C  | C  | T  | C  |
| Risultato | N  | N  | V | P | N  | P  | P  | P  | V  | P  | P  | P  | P  | P  | N  | V  | N  | P  | N  | P  | V  | P  | P  | V  | P  | N  | N  | P  | P  | P  | P  | V  | P  | P  |
| Posizione | 11 | 11 | 5 | 9 | 10 | 11 | 12 | 16 | 14 | 15 | 16 | 17 | 18 | 18 | 18 | 16 | 17 | 17 | 17 | 17 | 16 | 17 | 17 | 17 | 17 | 17 | 17 | 17 | 17 | 17 | 17 | 17 | 17 | 17 |

Legenda:

Luogo: C = Casa; T = Trasferta. Risultato: V = Vittoria; N = Pareggio; P = Sconfitta.

### Statistiche dei giocatori
| Giocatore      | 2. Bundesliga | 2. Bundesliga | 2. Bundesliga | 2. Bundesliga | Coppa di Germania | Coppa di Germania | Coppa di Germania | Coppa di Germania | Totale   | Totale | Totale      | Totale     |
| Giocatore      | Presenze      | Reti          | Ammonizioni   | Espulsioni    | Presenze          | Reti              | Ammonizioni       | Espulsioni        | Presenze | Reti   | Ammonizioni | Espulsioni |
| -------------- | ------------- | ------------- | ------------- | ------------- | ----------------- | ----------------- | ----------------- | ----------------- | -------- | ------ | ----------- | ---------- |
| T. Achenbach   | 31            | 0             | 6             | 0             | 2                 | 0                 | 0                 | 0                 | 33       | 0      | 6           | 0          |
| N. Adler       | 14            | 1             | 0             | 0             | 1                 | 0                 | 0                 | 0                 | 15       | 1      | 0           | 0          |
| D. Beichler    | 7             | 0             | 3             | 0             | 0                 | 0                 | 0                 | 0                 | 7        | 0      | 3           | 0          |
| D. Blacha      | 10            | 0             | 0             | 0             | 1                 | 0                 | 0                 | 0                 | 11       | 0      | 0           | 0          |
| M. Busch       | 4             | 0             | 0             | 0             | 0                 | 0                 | 0                 | 0                 | 4        | 0      | 0           | 0          |
| T. Danneberg   | 15            | 0             | 1             | 0             | 0                 | 0                 | 0                 | 0                 | 15       | 0      | 1           | 0          |
| R. Dorn        | 3             | 1             | 0             | 0             | 1                 | 0                 | 0                 | 0                 | 4        | 1      | 0           | 0          |
| K. Falkenberg  | 18            | 0             | 4             | 0             | 1                 | 0                 | 0                 | 0                 | 19       | 0      | 4           | 0          |
| J. Fießer      | 32            | 3             | 7             | 0             | 2                 | 1                 | 0                 | 0                 | 34       | 4      | 7           | 0          |
| K. Glibo       | 8             | 0             | 1             | 0             | 0                 | 0                 | 0                 | 0                 | 8        | 0      | 1           | 0          |
| S. Halfar      | 7             | 0             | 0             | 0             | 1                 | 0                 | 0                 | 0                 | 8        | 0      | 0           | 0          |
| M. Hiegl       | 0             | 0             | 0             | 0             | 0                 | 0                 | 0                 | 0                 | 0        | 0      | 0           | 0          |
| D. Ischdonat   | 26            | 0             | 3             | 0             | 2                 | 0                 | 0                 | 0                 | 28       | 0      | 3           | 0          |
| M. Kandziora   | 20            | 0             | 3             | 1             | 1                 | 0                 | 0                 | 0                 | 21       | 0      | 3           | 1          |
| O. Kittner     | 5             | 0             | 1             | 0             | 0                 | 0                 | 0                 | 0                 | 5        | 0      | 1           | 0          |
| N. Klotz       | 16            | 1             | 0             | 0             | 2                 | 0                 | 0                 | 0                 | 18       | 1      | 0           | 0          |
| P. Kühn        | 1             | 0             | 0             | 0             | 0                 | 0                 | 0                 | 0                 | 1        | 0      | 0           | 0          |
| M. Langer      | 8             | 0             | 0             | 1             | 0                 | 0                 | 0                 | 0                 | 8        | 0      | 0           | 1          |
| F. Löning      | 28            | 11            | 2             | 0             | 1                 | 1                 | 0                 | 0                 | 29       | 12     | 2           | 0          |
| F. Morena      | 15            | 0             | 2             | 0             | 2                 | 0                 | 0                 | 0                 | 17       | 0      | 2           | 0          |
| J. Mäkelä      | 13            | 3             | 1             | 0             | 0                 | 0                 | 0                 | 0                 | 13       | 3      | 1           | 0          |
| S. Olajengbesi | 13            | 1             | 2             | 0             | 0                 | 0                 | 0                 | 0                 | 13       | 1      | 2           | 0          |
| K. Onuegbu     | 13            | 1             | 1             | 0             | 1                 | 0                 | 0                 | 0                 | 14       | 1      | 1           | 0          |
| M. Pischorn    | 32            | 3             | 4             | 1             | 2                 | 0                 | 0                 | 0                 | 34       | 3      | 4           | 1          |
| A. Riemann     | 12            | 1             | 0             | 0             | 1                 | 0                 | 0                 | 0                 | 13       | 1      | 0           | 0          |
| J. Schauerte   | 30            | 1             | 2             | 0             | 2                 | 0                 | 0                 | 0                 | 32       | 1      | 2           | 0          |
| D. Schulz      | 21            | 0             | 3             | 0             | 1                 | 1                 | 1                 | 0                 | 22       | 1      | 4           | 0          |
| S. Tüting      | 14            | 1             | 3             | 0             | 2                 | 0                 | 0                 | 0                 | 16       | 1      | 3           | 0          |
| D. Ulm         | 21            | 2             | 2             | 0             | 1                 | 0                 | 0                 | 0                 | 22       | 2      | 2           | 0          |
| A. Wooten      | 28            | 7             | 3             | 0             | 1                 | 0                 | 0                 | 0                 | 29       | 7      | 3           | 0          |
| J. Yun         | 11            | 0             | 0             | 0             | 0                 | 0                 | 0                 | 0                 | 11       | 0      | 0           | 0          |